# Radisson Indy 200 2001
Radisson Indy 200 2001 var ett race som var den sjätte deltävlingen i Indy Racing League 2001. Racet kördes den 17 juni på Pikes Peak International Raceway. Buddy Lazier tog sin första seger för säsongen, vilket var hans första seger på hans hemmabana. Sam Hornish Jr. slutade tvåa, och ökade därmed sin mästerskapsledning. Robbie Buhl slutade på tredje plats.

## Slutresultat
| Plats | Förare          | Team                     | Grid |
| ----- | --------------- | ------------------------ | ---- |
| 1     | Buddy Lazier    | Hemelgarn Racing         | 5    |
| 2     | Sam Hornish Jr. | Panther Racing           | 3    |
| 3     | Robbie Buhl     | Dreyer & Reinbold Racing | 4    |
| 4     | Billy Boat      | CURB/Agajanian Racing    | 8    |
| 5     | Airton Daré     | TeamXtreme               | 13   |
| 6     | Eddie Cheever   | Cheever Racing           | 10   |
| 7     | Felipe Giaffone | Treadway-Hubbard Racing  | 9    |
| 8     | Scott Sharp     | Kelley Racing            | 2    |
| 9     | Richie Hearn    | Sam Schmidt Motorsports  | 16   |
| 10    | Sarah Fisher    | Walker Racing            | 14   |
| 11    | Al Unser Jr.    | Galles Racing            | 17   |
| 12    | Jeff Ward       | Heritage Motorsports     | 18   |
| 13    | Mark Dismore    | Kelley Racing            | 6    |
| 14    | Eliseo Salazar  | A.J. Foyt Enterprises    | 11   |
| 15    | Buzz Calkins    | Bradley Motorsports      | 7    |
| 16    | Donnie Beechler | A.J. Foyt Enterprises    | 16   |
| 17    | Jaques Lazier   | TeamXtreme               | 12   |
| 18    | Greg Ray        | Team Menard              | 1    |
| 19    | Didier André    | Galles Racing            | 19   |
| 20    | Billy Roe       | Zali Racing              | 20   |

Följande förare missade att kvalificera sig:
- Shigeaki Hattori